# Museo Parroquial de el Bonillo
Museo Parroquial de el Bonillo – muzeum sztuki w małym miasteczku Albacete w regionie Kastylia-La Mancha, w Hiszpanii.
Muzeum Bonilla jest niewielkim muzeum, które w swoich zbiorach posiada obrazy wielkich mistrzów m.in. El Greca Chrystus niosący krzyż i dzieła m.in. Lópeza Portaña czy dwa płótna Jusepa de Ribery (Święty Franciszek), obraz del Sarto Maria Magdalena.